# Ectoedemia gymnosporiae
Ectoedemia gymnosporiae là một loài bướm đêm thuộc họ Nepticulidae. Nó được miêu tả bởi Vári năm 1955. Nó được tìm thấy ở Nam Phi (Nó đã dược miêu tả ở Pretoria).
Ấu trùng ăn Maytenus heterophylla.